# Aldo Cavalli
Aldo Cavalli (Lecco, 18 ottobre 1946) è un arcivescovo cattolico italiano, dal 27 novembre 2021 visitatore apostolico a carattere speciale per la parrocchia di Međugorje.

## Biografia
È nato a Maggianico, rione di Lecco, allora in provincia di Como e arcidiocesi di Milano, il 18 ottobre 1946. È il terzogenito di quattro fratelli. Nel 1953, all'età di 7 anni, si è trasferito con la famiglia a Caprino Bergamasco, in provincia e diocesi di Bergamo.

### Formazione e ministero sacerdotale
Ha studiato per i primi quattro anni alle scuole elementari a Caprino Bergamasco, frequentando poi, dalla quinta elementare fino alla terza media il collegio di Celana, frazione dello stesso comune. È entrato quindi nel seminario di Bergamo, dove ha frequentato il ginnasio, il liceo e la classe propedeutica alla teologia. Trasferitosi a Roma presso il Pontificio Seminario Romano Maggiore, ha seguito i corsi della facoltà teologica della Pontificia Università Lateranense.
Il 18 marzo 1971 è stato ordinato presbitero, nella chiesa di San Biagio a Caprino Bergamasco, dall'arcivescovo Clemente Gaddi, vescovo di Bergamo.
Dopo l'ordinazione ha insegnato lettere per diversi anni nel seminario bergamasco mentre completava i suoi studi di scienze politiche all'Università Cattolica del Sacro Cuore di Milano. Nel 1975 ha iniziato gli studi diplomatici presso la Pontificia accademia ecclesiastica a Roma e, nel frattempo, ha ottenuto le lauree in diritto canonico e teologia. È entrato nel servizio diplomatico della Santa Sede il 15 aprile 1979, svolgendo il ruolo di segretario della nunziatura apostolica in Burundi. Dal 1983 e fino alla nomina episcopale ha prestato il suo servizio nella Segreteria di Stato della Santa Sede. Il 26 novembre 1992 papa Giovanni Paolo II gli ha conferito il titolo onorifico di prelato d'onore di Sua Santità.

### Ministero episcopale
Il 2 luglio 1996 papa Giovanni Paolo II lo ha nominato nunzio apostolico a São Tomé e Príncipe, delegato apostolico in Angola e arcivescovo titolare di Vibo Valentia. Il 26 agosto seguente ha ricevuto l'ordinazione episcopale, nella cattedrale di Bergamo, dal cardinale Angelo Sodano, segretario di Stato della Santa Sede, co-consacranti Roberto Amadei, vescovo di Bergamo, e Angelo Paravisi, vescovo di Crema.
Il 1º settembre 1997 il suo titolo in Angola è stato cambiato in quello di nunzio apostolico.
Il 28 giugno 2001 papa Giovanni Paolo II lo ha nominato nunzio apostolico in Cile.
Il 29 ottobre 2007 papa Benedetto XVI lo ha trasferito come nunzio apostolico in Colombia. Nell'aprile 2011 si è espresso contro la proposta di legge in Colombia per legalizzare l'adozione di bambini da parte di coppie dello stesso sesso.
Il 16 febbraio 2013 è stato nominato nunzio apostolico a Malta da papa Benedetto XVI e il 13 aprile seguente anche nunzio apostolico in Libia da papa Francesco.
Il 21 marzo 2015 papa Francesco lo ha trasferito alla nunziatura apostolica nei Paesi Bassi, mentre il 3 luglio seguente ha ricevuto le credenziali di ambasciatore straordinario e plenipotenziario presso l'Organizzazione per la proibizione delle armi chimiche.
Il 27 novembre 2021 papa Francesco, accogliendo la sua rinuncia per raggiunti limiti di età all'incarico di nunzio apostolico nei Paesi Bassi, lo ha nominato visitatore apostolico a carattere speciale della parrocchia di Međugorje; è succeduto ad Henryk Hoser, deceduto il 13 agosto precedente.

## Genealogia episcopale e successione apostolica
La genealogia episcopale è:
- Cardinale Scipione Rebiba
- Cardinale Giulio Antonio Santori
- Cardinale Girolamo Bernerio, O.P.
- Arcivescovo Galeazzo Sanvitale
- Cardinale Ludovico Ludovisi
- Cardinale Luigi Caetani
- Cardinale Ulderico Carpegna
- Cardinale Paluzzo Paluzzi Altieri degli Albertoni
- Papa Benedetto XIII
- Papa Benedetto XIV
- Papa Clemente XIII
- Cardinale Marcantonio Colonna
- Cardinale Giacinto Sigismondo Gerdil, B.
- Cardinale Giulio Maria della Somaglia
- Cardinale Carlo Odescalchi, S.I.
- Vescovo Eugène de Mazenod, O.M.I.
- Cardinale Joseph Hippolyte Guibert, O.M.I.
- Cardinale François-Marie-Benjamin Richard
- Cardinale Pietro Gasparri
- Cardinale Clemente Micara
- Cardinale Antonio Samorè
- Cardinale Angelo Sodano
- Arcivescovo Aldo Cavalli

La successione apostolica è:
- Cardinale Fernando Natalio Chomalí Garib (2006)
- Vescovo Francisco Antonio Ceballos Escobar, C.SS.R. (2010)
- Vescovo Jaime Muñoz Pedroza (2010)
- Vescovo Froilán Tiberio Casas Ortíz (2012)
- Cardinale Luis José Rueda Aparicio (2012)